# Exyrias akihito
Exyrias akihito és una espècie de peix de la família dels gòbids i de l'ordre dels perciformes.

## Morfologia
- Els adults poden assolir fins a 11,1 cm de longitud total.[1]

## Hàbitat
És un peix marí, de clima tropical i associat als esculls de corall que viu entre 10-50 m de fondària.

## Distribució geogràfica
Es troba al Pacífic occidental: des de les Illes Yaeyama (sud del Japó) fins a la Gran Barrera de Corall (Austràlia).

## Observacions
És inofensiu per als humans.